# Ulis Williams
Ulis C. Williams (Hollandale, 24 ottobre 1941) è un ex velocista statunitense, vincitore della medaglia d'oro nella staffetta 4×400 metri ai Giochi olimpici di Tokyo 1964.

## Palmarès
| Anno | Manifestazione  | Sede  | Evento      | Risultato | Prestazione | Note            |
| ---- | --------------- | ----- | ----------- | --------- | ----------- | --------------- |
| 1964 | Giochi olimpici | Tokyo | 400 m piani | 5º        | 46"0        |                 |
| 1964 | Giochi olimpici | Tokyo | 4×400 m     | Oro       | 3'00"7      | Record mondiale |